# Gersbach (Schopfheim)
Gersbach ist ein staatlich anerkannter Erholungsort und Stadtteil von Schopfheim.

## Geographie

### Lage

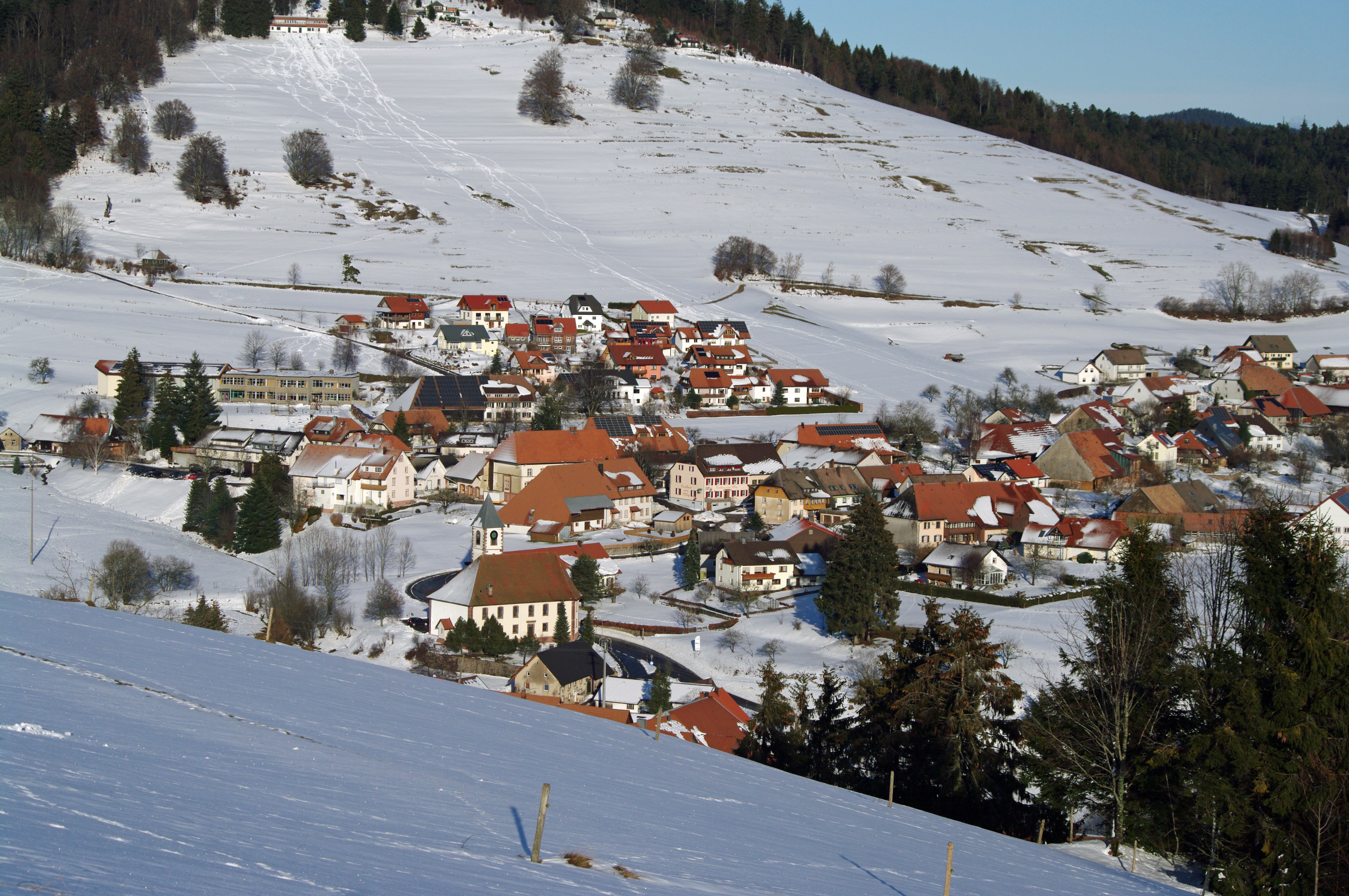
Gersbach im Berg

Gersbach liegt in einer nach Süden offenen Hochtalmulde des namengebenden Baches im Südschwarzwald auf einer Höhe von 800–1170 m über dem Meeresspiegel. Die räumliche Distanz zur Altstadt Schopfheims beträgt 16 km und 600 Höhenmeter. Das ehemals selbständige Dorf bildet mit den dazugehörenden Weilern (Fetzenbach, Lochmühle, Mettlen, Neuhaus, und Schlechtbach) auf einer Fläche von 2407 ha Baden-Württembergs größte Gemarkung. Von Gersbach-Au, das bis 1977 ebenfalls noch zu Gersbach gehörte, ist nur noch die südwestlich des Weilers gelegene Wehrtalsäge beim Ort verblieben, während der Weiler selbst zum 1. Januar 1977 mit dem südlich der Wehra gelegenen Weiler Todtmoos-Au zusammengelegt und der Gemeinde Todtmoos zugeordnet wurde.
Der Rohrenkopf (1173 m) ist Gersbachs höchste Erhebung. Bei klarem Wetter sind die Schweizer Alpen mit dem „Dreigestirn“ Eiger, Mönch und Jungfrau zu sehen. Viele weitere Aussichtspunkte in der Umgebung, wie beispielsweise die Hohe Möhr (989 m) bei Schlechtbach, ermöglichen die Aussicht in das Dreiländereck Deutschland-Frankreich-Schweiz.
Gersbach gehört zu folgenden Regionen: Markgräflerland, Baden, Schwarzwald, Südschwarzwald und im weiteren Sinne zum Hotzenwald.

### Klima
Eine Wetterstation misst in Gersbach mehr Sonnen- und kältere Wintertage als im bundesdeutschen Durchschnitt. Auf den Höhen des Schwarzwaldes weht im Sommer meist ein spürbarer Wind. Daher ist in Gersbach selbst an sehr heißen Sommertagen die gefühlte Temperatur niedriger als die gemessene Temperatur.

## Geschichte
Gersbach ist vermutlich eine hochmittelalterliche Rodungssiedlung.
Zum ersten Mal wird Gerisbac im Jahr 1166 in einer Urkunde von Bischof Otto von Konstanz durch Schenkung einer Kirche von Konrad von Hosskirch an das Kloster St. Blasien erwähnt. Es kam später unter die Herrschaft der Markgrafen von Hachberg. Im 14. Jahrhundert versuchten die Habsburger, die Gerichtsherrschaft im Ort zu erlangen, was aber scheiterte. Von 1365 bis 1400 gehörte Gersbach den Rittern von Schönau, fiel aber um 1400 an die Markgrafen zurück.
1258 lebte in Gersbach erstmals nachweislich ein Pfarrer. Nach der Reformation änderten sich die Besitzverhältnisse: Es erfolgte der Verkauf von Gersbach an Baden. Gleichzeitig erhielt Gersbach damit die evangelische Konfession.
Markgraf Ludwig Wilhelm von Baden-Baden (1655–1707) ließ Ende des 17. Jahrhunderts ein ausgedehntes Schanzen, Wall- und Sperrgrabensystem zur Verteidigung gegen französische Überfälle bauen. Am 19./20. Mai 1784 fiel ein Drittel des Dorfes einer Brandkatastrophe zum Opfer. Die einstige Förderung von Silber, Schwefelkies (Vitriol) und Eisenerzen ist erstmals 1794 belegt, begann aber wohl wesentlich früher. 1995 fand die AG Minifossi (eine Schüler-Arbeitsgruppe) bei der Erforschung von Barockschanzen und aufgelassenen Stollen erstmals Gold.
Per 1. Oktober 1929 wurde nach längeren Auseinandersetzungen die Abtretung der Mettlenhöfe von der Gemeinde Wehr an die Gemeinde Gersbach wirksam. Die Gemarkung von Gersbach wurde dadurch um ca. 37 Hektar größer. Am 1. Oktober 1974 erfolgte die Eingemeindung nach Schopfheim.

## Wirtschaft und Infrastruktur

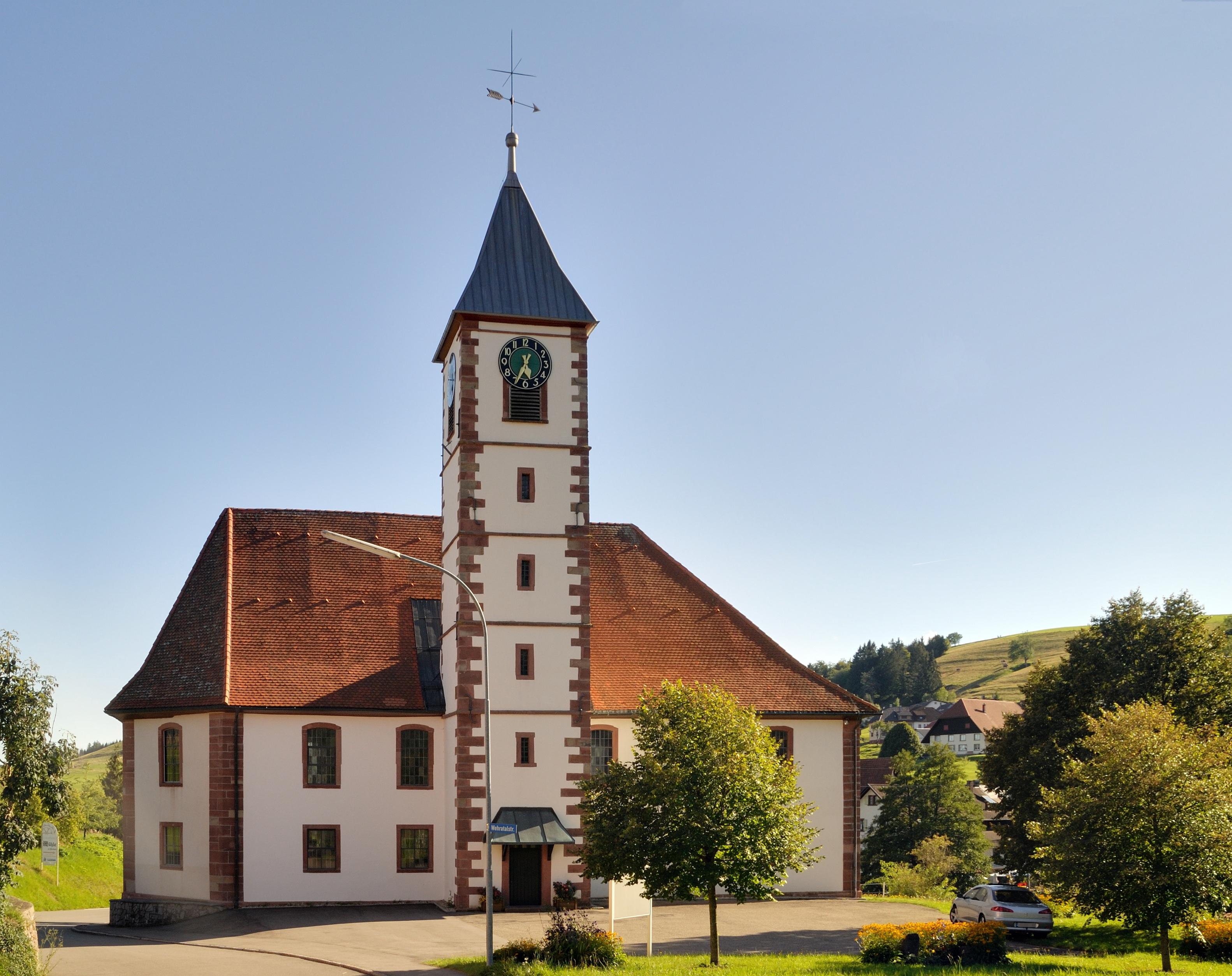
Evangelische Kirche Gersbach

Die Wasserversorgung der Bevölkerung erfolgt aus einer Bergquelle der Gemeinde. Deren Wasser ist nach deutschen Härtegraden weich (etwa 3 °dH).
Die Wasserkraft des Gersbachs wird auf dessen gefällereichem Abschnitt vor der Mündung in die Wehra hydroelektrisch genutzt.

### Bildung
Es gibt im Ort einen Kindergarten und Grundschule und daneben eine kleine, ehrenamtlich betriebene Bücherei.

### Bauwerke
Im Südteil des Ortes steht die Evangelische Kirche aus dem 18. Jahrhundert, deren Ursprünge bis ins 12. Jahrhundert dokumentiert sind.

### Landwirtschaft und Direktvermarktung
In Gersbach hat die Direktvermarktung heimischer landwirtschaftlicher Erzeugnisse eine relativ große Bedeutung. Die zur Käserroute im Breisgau und südlichen Schwarzwald gehörende Chäs-Chuchi produziert Käse aus Milch heimischer Bauern. Käse-, Fleisch- und Wursterzeugnisse werden ausschließlich in der Region vermarktet.

### Forstwirtschaft

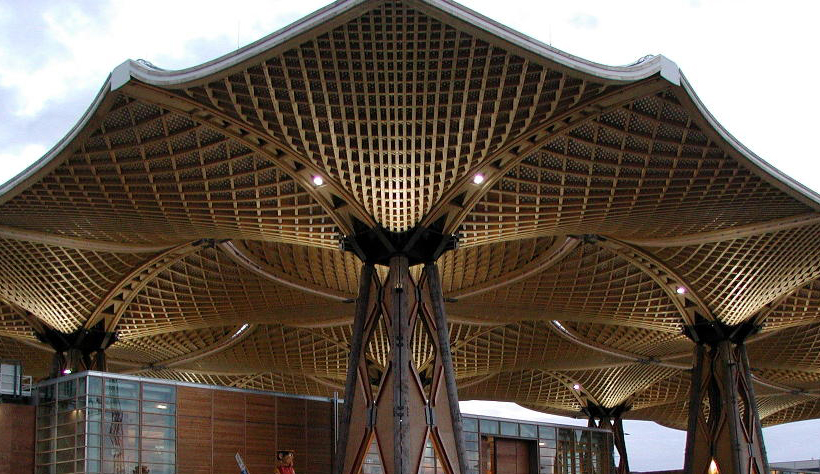
Mächtige Weißtannen aus Gersbach stützen auf dem Messegelände der Expo 2000 das größte freitragende Holzdach der Welt

Die Forstwirtschaft ist neben der Landwirtschaft traditionell ein wichtiger Wirtschaftszweig in Gersbach. Viele Waldareale werden nachhaltig als Plenterwald und als Femelwald bewirtschaftet. Aus diesen Wäldern stammen die Weißtannen, die auf dem Messegelände in Hannover seit der Weltausstellung Expo 2000 das größte freitragende Holzdach der Welt stützen. Die hierfür verwendeten 70 Tannen waren etwa 200 Jahre alt und erreichten maximal 50 Meter Höhe sowie Durchmesser von 1,50 Meter am Stock und 0,9 Meter am Zopf. Ihr Gewicht betrug 9 bis 14 Tonnen.
Auf der Gemarkung ist ein Bannwald ausgewiesen, insbesondere für die Erforschung von Lebensgemeinschaften im Totholz und als Anschauungsobjekt für eine ungestörte Waldentwicklung im Ökosystem Wald.

### Tourismus
Der staatlich anerkannte Erholungsort Gersbach ist touristisch gut erschlossen. Die Belange des Tourismus koordiniert der Verein Tourismus Gersbach e. V.
Vorrangiges Entwicklungsziel ist ein sanfter Tourismus. Die wichtigsten Besuchergruppen sind Wanderer, Mountainbiker und Naherholungssuchende.
Die Höhenlage auf etwa 1000 m macht den Ort für Wintersportler attraktiv. Es stehen Loipen, Schlittenhänge und ein Skilift zur Verfügung. Der Bergbrunnenlift bietet zweimal wöchentlich Flutlichtabende an.
Weitere Angebote sind Lehrpfade, z. B. der Rinderlehrpfad, der Dorfpfad oder der Skulpturenpfad.
Auf Wunsch werden auch geführte Wanderungen angeboten, beispielsweise mit dem Revierförster auf einem ca. 3,5 km langen Naturpfad oder Führungen mit engagierten Dorfbewohnern zu den Barocken Wehrschanzen.
Die nahe Wehraschlucht hat unter Kanuten einen Namen als eines der anspruchsvollsten Wildwasser Deutschlands, das zumeist im Spätwinter und Frühjahr aufgesucht wird.

## Sehenswürdigkeiten
Bis 1992 stand die Große Tanne als Westeuropas größte Weißtanne im Gersbacher Wald. Aufgrund von Pilzbefall musste der Baumriese aus Sicherheitsgründen gefällt werden. Er wurde ca. 400 Jahre alt und erreichte bei 52 m Höhe einen Stockumfang von sieben Metern. Der Stamm mit einer Gesamtholzmasse von 40 Kubikmetern wurde als Demonstrationsobjekt für den Abbau von Holz durch Zersetzer im Ökosystem Wald vor Ort belassen.
Die Hohle Eiche (47° 41′ 1″ N, 7° 55′ 2,1″ O): Während Teile des Kernholzes vor mehr als 50 Jahren ausbrannten, blieb die lebensnotwendige äußere Rindenschicht größtenteils unversehrt. Heute ist das Innere des Baumes ebenerdig zugänglich.
2003 wurde auf einer 33 ha großen Fläche ein Weidepark mit einem Rinderlehrpfad angelegt. Auf einem Rundwanderweg informieren Tafeln über die artgerechte Züchtung und Haltung von Rindern sowie deren Verwertung als Nahrungsmittel (Milch, Fleisch, Fett) und für sonstige Zwecke (Leder, Horn, Düngung). Neben den einheimischen Arten finden sich Exoten und die letzte Wildrindart Europas in einem naturnahen Wisentgehege, das bereits Nachzuchterfolge erzielt.

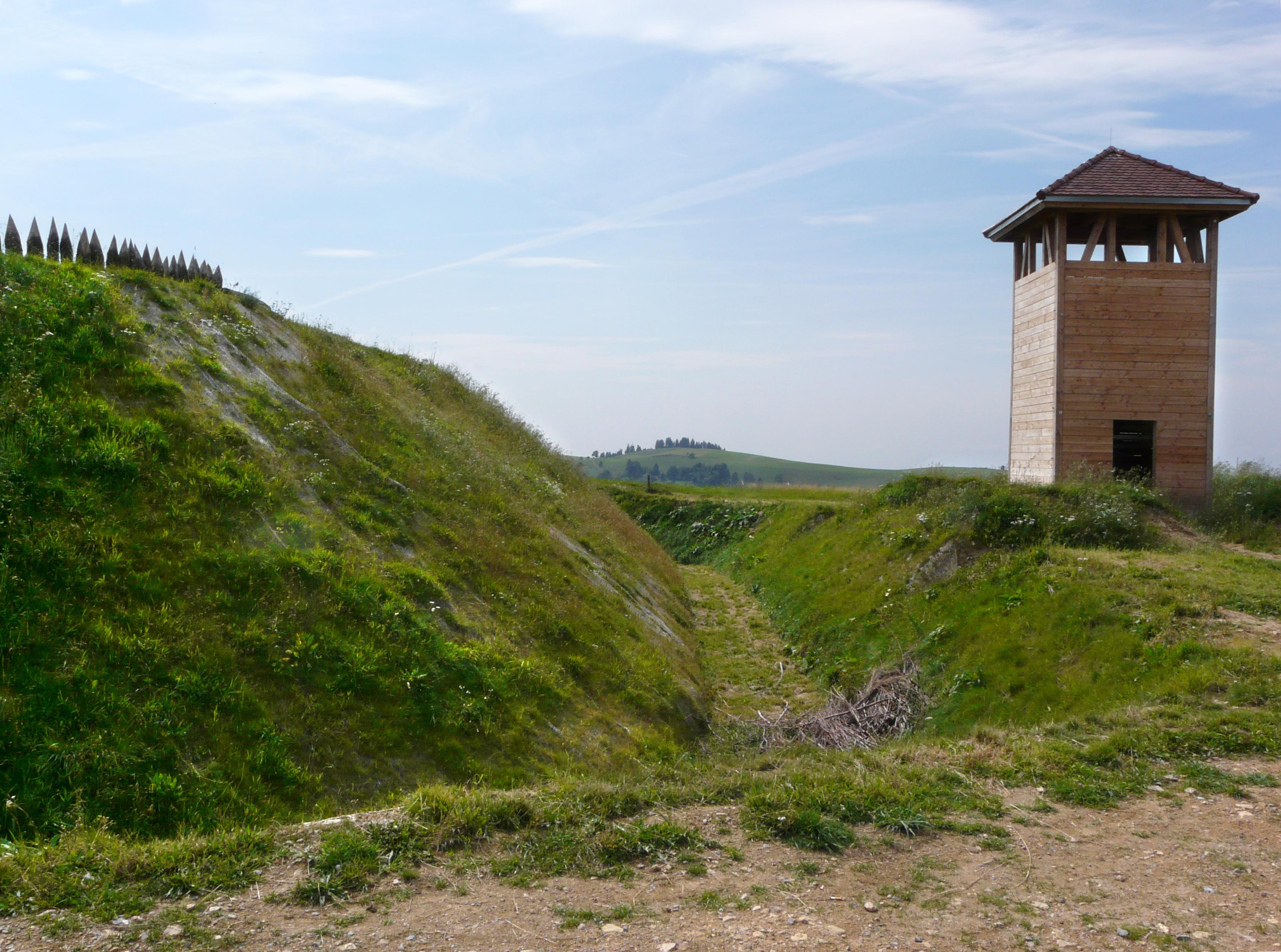
Die Barockschanze

2008 wurde die sogenannte Barockschanze rekonstruiert. Sie hat die Form einer Sechseckschanze mit einem Durchmesser von 60 Metern und einer Höhe von sieben Metern über dem Wallgraben, sowie einen nachgebauten Wachtturm („Chartaque“).
Neben der Barockschanze befindet sich die stærnwarte Gersbach die 2020 vom Phaenovum Schülerforschungszentrum Lörrach-Dreiländereck erbaut wurde. Diese ist für die Nutzung durch Projektschüler gedacht und bietet diesen mit einer semiprofessionellen Ausstattung Möglichkeiten zu astronomischen Beobachtungen.
Ein Wald-Glas-Zentrum veranschaulicht anhand originaler und reproduzierter Exponate Herstellungsverfahren von Gebrauchs- und Schmuckgegenständen, die im 14.–17. Jahrhundert in Gersbach, aber auch an anderen Orten im Schwarzwald üblich waren.
Der Kunst- und Skulpturenpfad mit mehr als 20 Eisen-Stein-Skulpturen des Künstlers Wolfgang Gerstner eröffnete am 26. Oktober 2008. Einige Skulpturen zeigen Teile der Geschichte des Ortes.
Das Bärenmuseum zu Gersbach ist eine private Sammlung mit mehr als 500 Teddybären.

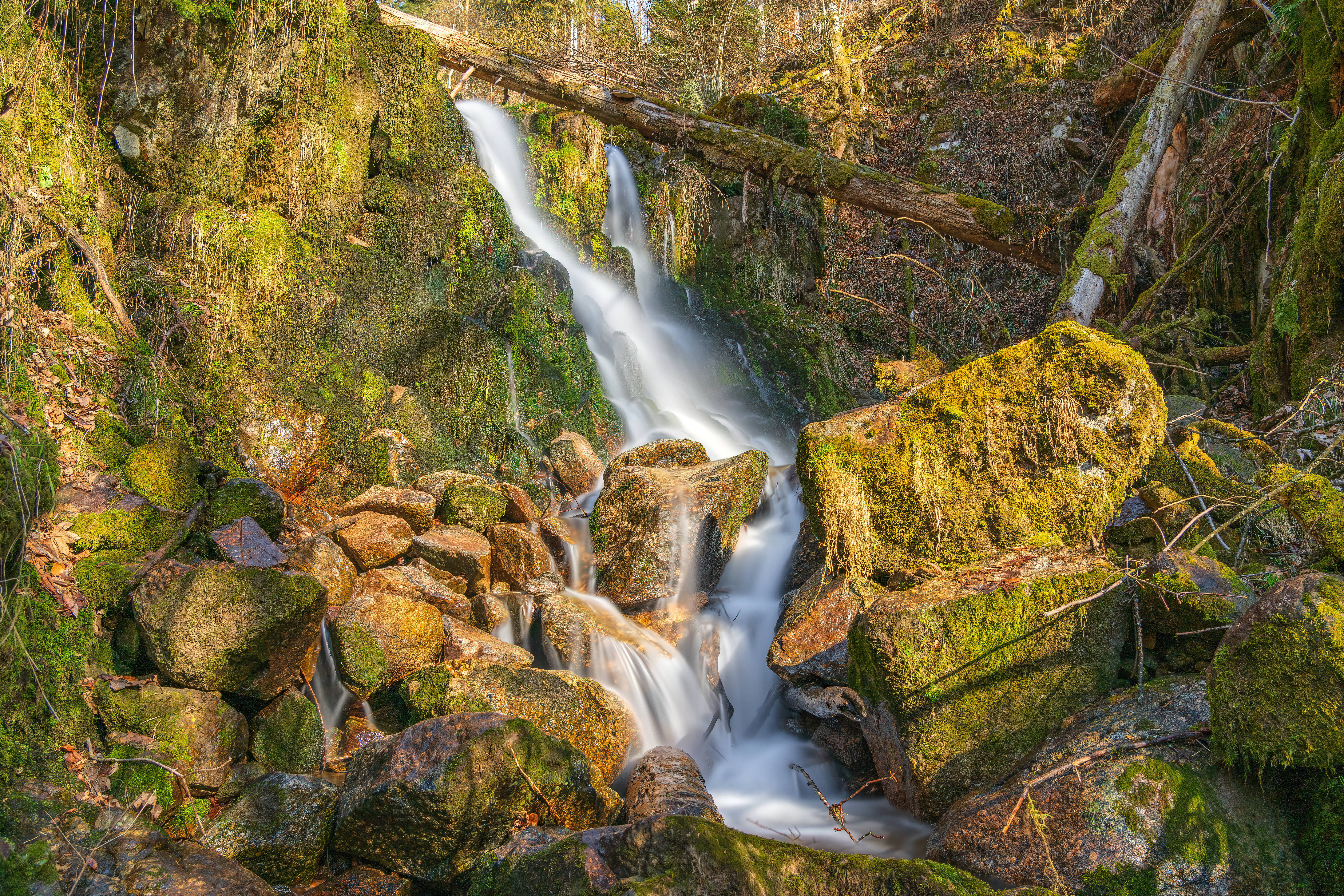
Gersbacher Wasserfall

Etwas verborgen liegt der etwa 7 Meter hohe Gersbacher Wasserfall des Gersbaches. Im letzten Laufabschnitt bei Gersbach-Au heißt er Brandbach und erreicht vor allem als Sturzbach die Wehra in der bis zu 400 Meter tiefen Wehraschlucht.

## Kultur, Brauchtum und regelmäßige Veranstaltungen
Gelebte Brauchtümer sind das Scheibenfeuer („Schiiebefüür“), das Eierspringen am Ostersonntag, das Maibaumstellen und die Maistreiche in der Walpurgisnacht.
Das alljährlich am jeweils letzten Sonntag im September stattfindende Weidefest (ehemals Weideabtriebsfest) der Fleischdirektvermarktung Bergland e. V. und Erzeugergemeinschaft Gersbach-Wiesental wird jährlich von 1500 bis 5000 Menschen besucht. Zum Fest gehören Bauernmarkt für regionale Produkte, Tierschau, Oldtimerschau, Kinderspiele und Brauchtumsdarstellungen. Ältere Gersbacher tragen zum Festtag teilweise die Tracht des Markgräflerlandes. Während eines dieser Feste wurde eine Folge der Fernsehserie „Die Fallers“ in Gersbach gedreht.
Die regelmäßig stattfindende Käse-Wein-Probe der Chäs-Chuchi Gersbach entwickelte sich von einer Veranstaltung für Touristen inzwischen zu einer auch von Vereinen genutzten Veranstaltung.

## Wettbewerbserfolge
In den Jahren 2002 bis 2004 nahm Gersbach als erfolgreichstes von 4708 Dörfern am 21. Wettbewerb Unser Dorf soll schöner werden – Unser Dorf hat Zukunft teil. Unter 188 am Landesentscheid teilnehmenden Dörfern in Baden-Württemberg wurde Gersbach 2003 am besten bewertet und mit der Goldmedaille des Landes ausgezeichnet. Mit der höchsten bisher auf Bundesebene erreichten Punktzahl (98 von 100) belegte Gersbach 2004 den ersten Platz unter 36 Orten. Gersbach erfüllte nach Ansicht der Bewertungskommission den Kriterienkatalog des Wettbewerbes nahezu vollständig. Mit der Verleihung der Goldmedaille im Januar 2005 in Berlin wurde Gersbach „Bundesgolddorf“.
Im Januar 2007 bewarb sich Gersbach auf Anfrage am europäischen Wettbewerb Entente Florale Europe mit 21.000 teilnehmenden Gemeinden aus zwölf europäischen Ländern. Die Jury besuchte Gersbach am 15. Juli 2007 und hob anlässlich der Verleihung der Goldmedaille in Harrogate besonders das langfristige und umfassende Entwicklungskonzept heraus: "Gersbach ist ein kleiner Ort mit 700 Einwohnern und liegt im Südschwarzwald: Hier spielt das örtliche Vereinsleben eine große Rolle. Das Dorf ist durch Landwirtschaft, Tourismus und örtliches Gewerbe geprägt. Die Landschaft ist sehr abwechslungsreich: Es gibt offene Weide- und Wiesenflächen, urwüchsige Wälder und Aussichtspunkte mit Sicht auf das Schweizer Alpenmassiv. Wanderwege sowie ein Mountainbike-Streckennetz, Rodelhänge, Skipisten und Langlaufloipen laden Wanderer, Fahrradfahrer, Reiter und Wintersportbegeisterte zum Kennenlernen der Region ein.
Gersbach hat das Konzept 'Dorf in einem Stück' entwickelt, das aus 20 verschiedenen Projekten besteht, zum Beispiel: Milchverarbeitung, Rinderlehrpfad, Wisentgehege, Informationspavillon, Barockschanze, Wald-Glas-Zentrum.
Einige dieser Projekte sind Europa-Projekte. Für das langfristige und nachhaltige Engagement verlieh die Jury eine Goldmedaille. Gersbach darf sich damit auf nationaler wie europäischer Ebene als „Golddorf“ bezeichnen.